# Oleanivka, Mahdalînivka
Oleanivka (în ucraineană Олянівка) este un sat în comuna Mariivka din raionul Mahdalînivka, regiunea Dnipropetrovsk, Ucraina.

## Demografie
Componența lingvistică a localității Oleanivka
     Ucraineană (68,75%)
     Rusă (15,63%)
Conform recensământului din 2001, majoritatea populației localității Oleanivka era vorbitoare de ucraineană (68,75%), existând în minoritate și vorbitori de rusă (15,63%) și armeană (15,63%).